# Форензички социјални рад
Форензички социјални рад је специјализована пракса у социјалном раду која се фокусира на закон, правна питања, посебно из области породичног права. Форензички социјални радници помажу стручњацима у припреми сведочења пред судом и обучавају социјалне раднике за примену закона.